# 343 av. J.-C.
Cette page concerne l'année 343 av. J.-C. du calendrier julien proleptique.

## Événements
- Début de l’année : Philocrate est accusé de haute trahison par Hypéride. Il quitte Athènes et est condamné à mort par contumace[1].
- Printemps : 
  - arrivée de la flotte carthaginoise de Magon dans le port de Syracuse pour soutenir Hicétas[2].
  - Philippe II de Macédoine envoie le byzantin Python à Athènes pour amender la paix de Philocrate ; réponse de Démosthène (seconde Philippique). Une ambassade perse est froidement accueillie à Athènes. Thèbes et Argos envoient de l’aide à la Perse contre Chypre[1].
- Été : procès sur l’ambassade intenté par Démosthène à Eschine, qui est acquitté de justesse[1].

- 23 juillet (9 juillet du calendrier romain) : début à Rome du consulat de Marcus Valerius Corvus III et Aulus Cornelius Cossus Arvina[3]. 
  - Première guerre de Rome contre les Samnites, pour le contrôle de Capoue (fin en 341 av. J.-C.). Les Samnites, alliés de Rome depuis 354 av. J.-C., attaquent les Sidicins[4], peuple allié de Capoue, puis Capoue elle-même. Le Sénat romain, fidèle à ses alliés, refuse d’intervenir. Les Capouans proposent alors à Rome la deditio de leur ville (la livraison de leur cité). L’alliance avec Capoue représente pour Rome de solides avantages militaires (cavalerie) et économiques (riche terre à blé), et permet l’encerclement des Èques, des Volsques et éventuellement des Latins. Rome décide d’intervenir. Le Sénat somme les Samnites de respecter un territoire devenu romain. Sur leur refus, l’armée romaine dirigée par M. Valerius Corvus les bat au mont Gaurus et à Suessuela. Le tribun militaire Publius Decius Mus assure la victoire. Un traité de paix conclu en 341 av. J.-C. laissera Capoue et la Campanie à Rome[3].

- Fin de l’été : abdication de Denys le Jeune, chassé de Syracuse par le corinthien Timoléon[2]. Denys le Jeune capitule aux conditions de Timoléon : le tyran part pour Corinthe où il va mener la vie d’un maître d’école. À Syracuse, de nombreux quartiers restent cependant contrôlés par Hicétas et l’amiral carthaginois Magon (en). La rareté des combats laisse aux soldats grecs des deux camps le temps de pêcher. Ils commencent à fraterniser. Magon, qui craint un accord des troupes grecques, préfère quitter la Sicile. Timoléon n’a plus qu’à mettre en fuite Hicétas et se rendre maître de toute la ville. Pour ne pas se faire soupçonner de tyrannie, il fait raser les remparts d’Ortygie et le palais de Denys. La démocratie est rétablie (344–317 av. J.-C.). Timoléon guerroie contre les petits tyrans des cités siciliennes (343/339 av. J.-C.).

- 3 octobre : triomphe à Rome du consul Valerius sur les Samnites[3].
- 5 octobre : triomphe à Rome du consul  Cornelius sur les Samnites[3].

- Automne[5] : Artaxerxès III marche sur l’Égypte avec l’aide de mercenaires grecs (300 000 hommes, 30 000 cavaliers, plus de 300 trières et 500 autres navires de transport[6]). Les villes du delta tombent et se soumettent. Nectanébo II, d’abord replié à Memphis, s’enfuit vers le sud puis se réfugie en Haute-Égypte puis sans doute en Nubie (341 av. J.-C.)[7].
- Hiver 343/342 av. J.-C. : Philippe II de Macédoine en Épire. Il détrône Arymbas et le remplace par  Alexandre le Molosse, frère d’Olympias. Menace sur Ambracie[1].

- Expédition d’Archidamos III,  roi des Lacédémoniens, en Italie à l’appel de Tarente contre les Messapes et les Iapyges (fin en 338 av. J.-C.)[8].
- Philippe II envoie une expédition en Eubée qui établit Cleitarchus comme tyran à Érétrie[9].
- Aristote devient le précepteur d'Alexandre le Grand à Pella (fin en 340 av. J.-C.)[10].

## Naissances
- Philétairos
- Ménandre (date approximative)

## Décès
- Hippias d'Élis, philosophe sophiste.